# 火焰之纹章 Engage
《火焰之纹章 Engage》（中国大陆又译作）是2023年战略角色扮演游戏，由Intelligent Systems开发、任天堂发行，對應任天堂Switch平台。本作是火焰之纹章系列第18款主要遊戲。遊戲故事背景設於龍族與人類共存艾雷欧斯大陸，玩家扮演神龍的孩子琉尔，收集12枚寄宿紋章士力量的戒指，阻止邪龍尚卜爾復活。
《Engage》在遵循系列傳統戰棋玩法的基礎上，引入了紋章士這一核心系統。角色裝備收集的紋章士戒指后，除獲得各異的能力加成和戰鬥特技外，還可與紋章士結合發動強大招式。戰鬥方面，本作在系列傳統元素武器互克的基礎上引入了打破機制，單位以優勢武器發動攻擊並擊中敵人時，可暫時封鎖對方的反擊。爲凸顯策略要素，本作由《聖火降魔錄 風花雪月》的多綫式劇情回歸單一結構故事，並削減了角色社交要素。
遊戲總體獲得媒體好評。評論肯定了本作的策略部分系統，認爲紋章士系統和打破機制富有新意，遊戲關卡設計巧妙。遊戲的故事和角色刻畫反響不佳，媒體指稱遊戲故事膚淺老套，角色難給人留下深刻印象。評論提出本作角色社交部分不如前作《風花雪月》，但也指出此舉係爲突出策略環節而讓路。媒體常將本作同《風花雪月》對比，認爲兩作反差鮮明：本作的戰鬥環節出色，但故事和角色刻畫方面薄弱。

## 玩法
《火焰之纹章 Engage》是一款戰略角色扮演遊戲。玩家扮演性别可选的主人公琉尔，与敌军战斗、培养伙伴，并逐步发展剧情。和前作《火焰之纹章 风花雪月》透過日曆發展劇情不同，《Engage》以系列傳統的世界地圖模式推進故事。世界地圖上有若干地點，並隨着劇情的發展不斷增加。玩家可前往指定地點戰鬥、開展後續劇情，或返回據點「索拉涅爾」整備。劇情發展到特定場合會出現外傳地圖，此類地圖不影響主綫故事，但可能獲得新伙伴和各种機遇。此外，已去過的地點會隨機出現遭遇戰，玩家可參加此類戰鬥獲得經驗值和金錢。
《Engage》的战斗部分和系列前作類似，以回合制形式在网格状地图上展开。每个回合由玩家阶段和敌军阶段构成，双方在各自阶段内指挥己方全體单位移动及发动指令。单位可对武器射程内的敌人发动攻击，而对方武器射程允许时则会反击。武器分剑、斧、枪、弓、体术、杖、魔法书等类别，各类武器之间存在克制关系：除继承系列传统的剑、斧、枪三角互克外，本作还引入体术单向克制弓、杖、魔法书的规则。以优势武器發動攻擊並伤害对方时，可令對方陷入「打破」状态，無法在回合内下次受到攻击時反击。
《Engage》的主轴玩法是「纹章士」和「结合」（Engage）系统。纹章士是系列前作中的主要角色，如《暗黑龙与光之剑》中的马尔斯、《圣战之系谱》中的西格尔特。纹章士寄宿在各自的戒指中，玩家取得后戒指可將其装备给任意角色，另角色获得各异的能力加成和特技。装备戒指的角色可透過结合指令与纹章士合体，使用纹章士的特殊武器，并发动一次威力强大的结合技。结合状态有效时间为3回合后；结合状态解除后，角色需通過戰鬥行動重新積累结合计量条，待计量条充满方能再次结合。
角色可通过战斗行动获得经验值，當积累到足够经验值时可以提升等级，并随之提升各类能力值。当到达一定等级时，角色可以转职为其他兵种。不同兵种特性各异，可使用的武器类型亦不相同。角色在战斗中还會獲得特技點數。特技點數可用於繼承纹章士的特技，繼承特技無需装备對應戒指亦能使用。角色可與其他伙伴或纹章士形成牵绊。特定角色相邻作战将提升牵绊值，该值积累一定程度时会出现特殊对话，观看对话后可提升牵绊等级。建立牵绊的角色相邻时会暂时提升能力值並互相支援。角色佩戴戒指作战时，将提升与对应纹章士的牵绊经验值。积累牵绊经验值可提升牵绊等级，继而解放新技能或强化能力加成。
每场战斗都有胜利和败北条件，胜利条件如击败对方将领、全歼敌军、撤退到指定地点，失败条件琉尔阵亡。《Engage》設普通、困难、超难三种难度，亦提供经典和轻松两种模式。經典模式下角色陣亡后將永久退出戰鬥，輕鬆模式下戰敗角色可在下場戰鬥中重返。玩家亦可使用「龙之時水晶」指令回退战斗流程。战斗胜利后，琉尔可以在战斗场景中散步，与同伴交谈并拾取道具。
類似《風花雪月》的修道院，《Engage》中亦有据点索拉涅爾供玩家战前整備。在據點中，琉尔可與伙伴或紋章士對話，並透過贈送禮物、共同用餐、參加訓練等方式提升牽絆。琉爾還可游玩釣魚等小游戏暂时提升個人能力值。據點中還有各类设施，如销售武器和道具的商店，强化戒指與繼承特技的纹章士之间。在试练别屋中，玩家还可挑战高难度战斗，或联机与其他玩家合作或对战。

## 情节

### 设定
《火焰之纹章 Engage》的故事发生于虚构世界艾雷欧斯。艾雷欧斯居住着龙族与人族，其居民信仰龙之王族「神龙」。在游戏故事开始前的一千年，邪龙尚卜尔发动了一场毁灭世界的战争。在12位异世界「纹章士」的帮助下，神龙之子（或之女）琉尔与四大王族取得胜利。然而战斗中琉尔身受重伤，陷入了千年的沉睡。神龙王琉弥艾尔利用纹章士的力量将尚卜尔封印。12位纹章士寄宿在不同的戒指中，需由神龙或邪龍之力显现出来。神龙王自己保管一部分戒指，并将另一部分戒指委托给四大王族。
游戏故事开始时，神龙居住在艾雷欧斯中心的圣地里斯特，里斯特上空有琉尔沉睡的浮游岛索拉涅爾，地下封印着邪龙居住的古拉鐸隆大地。里斯特外围大陆由四大王族各统一方。四王国中的费列聂、布罗帝亚、索尔姆依然尊崇神龙，伊尔席翁王国则信仰邪龙。随着封印力量的衰减，邪龙复活的征兆开始显现，世界各地出现邪龙之力制造异型兵。

### 故事
琉尔在千年的长眠后苏醒。他失去了之前的大多记忆，亦不认得母亲琉弥艾尔。与琉弥艾尔相聚不久后，神秘团体袭击琉弥艾尔宫殿夺取戒指。战斗中，琉弥艾尔为保护琉尔，挡住魔法师的攻击身亡。琉弥艾尔临终前将拯救艾雷欧斯的使命托付给琉尔，告知他前往四大国集齐全部戒指。在费列聂王国和布罗帝亚王国，琉尔拿到戒指并壮大了队伍。途中，琉尔偶遇少女贝珥，并和她结为好友。之後琉尔赶往正在复活邪龙的伊尔席翁王国，但他們抵達時國王已經將邪龙尚卜尔复活。此时贝珥出现，称自己是邪龍之女，當時殺害琉弥艾尔的神秘人。贝珥将琉尔的全部戒指偷走，尚卜尔则以邪龙之力显现了暗黑纹章士。失去纹章士力量的琉尔被迫撤退。途中伊尔席翁公主赶到，将两枚戒指交给琉尔并加入队伍。
拿到索尔姆王国的戒指之后，琉尔遭遇了企圖复活尚卜尔的四人組「四狗」。琉尔從四狗處獲知，贝珥有时会受尚卜尔之力控制，显示出另一重邪恶的人格。此後琉尔數次与四狗交战，拿回了他们持有的戒指。琉尔還得知了自己的身世：他是尚卜尔的孩子，贝珥是他的唯一的妹妹；而琉弥艾尔將琉尔收养，并在他千年沉睡时不断传送神龙之力，因此琉尔身为邪龙的孩子，却可以使用神龙的力量。再次对峙尚卜尔时，尚卜尔决定消灭违背其意志的贝珥，但琉尔替贝珥挡下了致命一击。尚卜尔拿到全部戒指后將古拉鐸隆之地复活，并丟下戒指前往開啓的异界之门入侵其他世界。
琉尔殒命后，他的精神和贝珥的精神相遇。他请求贝珥将自己复活成异型兵继续奋战，而贝珥也以意志消灭了邪恶人格。在用戒指重新显现12位纹章士后，异型兵琉尔因力量耗尽而消亡。但12位纹章士感受到琉尔强烈的意志，以奇迹之力将他复活为第13位纹章士。在破坏古拉鐸隆的邪龙封印后，琉尔来到异界之门和尚卜尔展开决战。途中纹章士马尔斯告诉琉尔，决战后异界之门关闭將造成次元扭曲，12位纹章士会因此从艾雷欧斯大陆消失。
决战前尚卜尔透露自己亦来自异界。在他的世界的戒指争夺战中，其族人戰敗被消灭，年幼的他被流放到艾雷欧斯世界。他渴望返回自己的世界复仇，故在艾雷欧斯引发战事收集力量。决战击败尚卜尔后，异界之门关闭，纹章士们在和琉尔告别后消失。在职员表字幕后的動畫中，琉尔前往戒指之间报告自己将即位神龙王消息。

## 开发与发行

### 开发
《火焰之纹章 Engage》由Intelligent Systems开发，任天堂发行，对应任天堂Switch游戏机。Intelligent Systems的郑勉和樋口雅大分别担任总监和制作人。郑勉系首次担任火焰之纹章系列总监，在本作中负责游戏主题设计和大方向；樋口雅大则自1996年《火焰之纹章 圣战之系谱》起就参与系列制作。任天堂企划制作本部第二组的横田弦纪和中西健太担任天堂方面的制作人和总监。
前作《风花雪月》为营造大河剧式的剧情，采用了多线剧情架构。而本作为突出战略模拟要素，采用了单线剧情。制作团队希望回歸传统的英雄奇幻故事：琉尔在纹章士的引导下，逐步成长并带领伙伴战胜邪恶。因此，游戏视觉形象图以琉尔为中心绘制。制作人员认为传统王族的英勇形象不适应现代需求，故将琉尔设定为起初畏惧敌人、之后随剧情逐步成长的形象。遊戲標題「Engage」除「結合」外亦有「約定」「牽絆」之義，而後者也是劇情的重要一環；例如紋章士馬爾斯在千年前就與琉爾約定並肩作戰。「Engage」這一標題提出后一次性獲得通過，並成爲全球統一標題。
制作方希望作画受年轻玩家欢迎，故委托画风鲜艳的插畫家Mika Pikazo设计角色。男女琉尔是最早着手设计的角色，其发型和配色经过多次讨论才敲定。連同主角在内，本作受早期游戏机畫面的影响，大量運用原色设计角色。本作力求避免角色用色重複，並讓色彩符合角色個性和外表。有別於前作以2D插圖补足3D模型的做法，本作角色使用纯3D模型制作。Mika Pikazo有3D角色设计经验，在开发中多次指导模型设计工作。本作强调角色战斗演出效果，故由擅长动作制作的寺岡尚史担任艺术总监。游戏运用3D模型和镜头移动以及表情特写的手法展现角色战斗动画。本作使用Unity引擎开发。
紋章士是本作的核心元素，這一概念脱胎于《聖戰之系譜》等作品的结婚生子系统。由于結婚搭配系統反饋時間長，开发者提出透過紋章士戒指即時展現搭配效果。为使玩家即刻體驗快感，并照顾不擅长战略角色扮演游戏的玩家，游戏初期即開放了強力的结合系统。開發團隊希望一方面實現瞬间移动、全员治愈等華麗技能，另一方面又不破坏战棋的策略性；經企划总监石井佑彌和关卡设计师的反复摸索，二者实现平衡且測試結果令人滿意。制作者希望纹章士系统带来新战术；例如装备增加移动距离的西格尔特戒指后，攻防高但机动差的重騎士也能及時奔赴前綫，避免出现前作中战斗结束时角色还未抵达战场的情况。除延续系列以往的角色支援对话外，开发者还为所有紋章士制作了牵绊对话。遊戲有约650组角色支援对话和约1300组紋章士牵绊对话，這些对话均有真人配音。

### 发行
《火焰之纹章 Engage》于2022年9月13日的任天堂直面会節目上公开。节目中宣布游戏预定于2023年1月20日发行，并将推出捆绑原创画集等資料的「艾雷歐斯Collection」版游戏。在12月9日游戏大奖中，《Engage》付費扩展票的消息被揭露；扩展票共有四波內容，均預定於2023年年內發行。《聖火降魔錄 英雄雲集》官方網站於12月12日至25日間舉辦投票活動：12名紋章士在《英雄雲集》中有多种相貌登場，玩家爲喜歡的相貌投票。
游戏于2023年1月20日发行。同日发布的还有第一波擴展票追加下載内容（DLC），其内容包括两名新纹章士、使用游戏内货币购买道具时打折的银卡、一些强化道具以及其他内容。第二波追加下載內容於2月9日發行。
改編漫畫由今日和老繪制，於月刊《最强Jump》和電子平臺「少年Jump+」上连载。漫画序章于2月3日發佈，正篇内容预定于3月3日起刊载。
遊戲片頭曲Emblem Engage!由Ryo演唱，片尾曲絆炎由Rainy演唱。收錄兩首歌曲的單曲CD《Fire Emblem Engage Special Vocal Edition》預定於2023年3月15日在日本銷售。兩首歌曲先後於2月1日和2月15日數位發售。

## 反响

### 评价
据评论汇总媒体Metacritic统计，《火焰之纹章 Engage》获得「总体好评」。评论認爲《Engage》与前作《风花雪月》反差鲜明：本作战棋部分出色，但故事和社交方面薄弱。
媒體肯定了遊戲戰鬥環節的策略性，並稱其爲系列近期乃至全部作品中的最佳。評論称赞武器克制機制回归，且打破機制富有新意。3DMGAME的伊東认为，「打破」规则使玩家思考如何搭配单位和武器；游民星空的细拉补充称，本作中免疫打破的重装、高闪避的天马等职业都有用了武之地。纹章士系统亦受媒體歡迎，評測稱其既丰富遊戲策略又不失平衡。GameSpot的杰克·德克尔认为，要组建一支均衡的队伍，如何分配各具特色的戒指就十分关键；遊戲時光的新手小烏賊稱和RPG Fan的布赖恩·麦肯齐表示，角色結合后可無視職業使用多种武器，打造「使法杖的將軍」等前作不可能的角色，從而讓戰鬥策略更加丰富；IGN的布蘭登·格雷伯寫道，「结合」带来的强大能力可以扭转战局，但如果不用心规划，再强大也会被敌人围歼。媒体還認爲游戏关卡和地圖设计巧妙。细拉認爲主线关卡有新意，如降低队伍机动力的涨潮、需要纹章士能力驱散的瘴气，且同样的机制不会反复滥用；細拉和格雷伯還稱讚紋章士支綫還原了舊作的關卡和音樂；麦肯齐則指出，本作的頭目有多條生命、一關亦或有複數頭目，這壓制了快速傳送角色破關而不顧地圖的玩法。媒體還稱《Engage》多級難度照顧了不同玩家群：《周刊Fami通》編輯Rolling內澤提出新手可安心悔棋遊玩，Jeuxvideo.com編輯TheXsable則指出永久死亡的經典模式值得老玩家挑戰。
在劇情和角色刻畫方面，媒體總體評價消極。評測認爲本作故事膚淺老套、設定單薄。Eurogamer撰稿人亨利·斯托克戴尔稱單綫劇情雖然節省時間，但相對於多路綫的《風花雪月》像倒退了一步，而失憶主角面對邪惡復蘇的故事亦顯老套。GamesRadar+的Hirun Cryer稱本作旅行就像走過場，和《風花雪月》各國丰富的歷史背景相比，《Engage》中的諸國難有細節可言。雖然麦肯齐對布罗帝亚王国相關劇情表示感動，但细拉批評主綫劇情「布满雷点」、反派動機荒唐可笑，多邊形的迈克·马哈迪亦稱伙伴崇拜主角的奉承式臺詞很尷尬。評論對部分角色印象深刻，但也批評角色塑造「標籤化」。至於紋章士，有評論稱他們其登場令系列愛好者興奮，但也有評論認爲紋章士與本作故事割裂且同旧作联动不足，玩家感受仿似游戏道具。新手小乌贼總結稱，《Engage》既要塑造本作大量角色又要兼顧一眾纹章士的設定，因此採用以琉爾爲中心的方式展開劇情，這种妥協的結果是無法以主綫劇情深入塑造角色。伙伴對話方面，Kotaku編輯姜思琪稱其簡短且脫節，好似爲方便玩家在社群媒體上拍照分享而設計，伊東認爲支援對話體量偏小，但全配音對此有所補足。
媒體對本作角色社交內容不及前作《風花雪月》有所微詞，但也對強調戰鬥而削減社交的做法表示理解。評論認爲本作專注戰鬥玩家不必強行社交，並稱讚戰鬥后不無需返回據點的設計。《Fami通》編輯本間Urara、细拉等稱讚索拉涅爾的活動丰富多樣，但德克尔和麦肯齐認爲拾取道具、擦戒指遊戲等活動很快讓人疲乏，麦肯齐还認爲此類內容宜改爲選單項目。Cryer則批評很多活動都是琉爾單人項目，浪費了介紹其他伙伴的機會。《个人电脑杂志》的威尔·格林沃尔德認爲多人網路遊玩部分有新意但不成熟：多人接力模式等待時間太長，自訂地圖對戰模式的戰場尺寸太小。
評論稱讚遊戲畫面充分發揮了任天堂Switch的機能，彩現效果出色，戰鬥演出有壓迫感、3D角色模型生動，視覺體驗遠勝《風花雪月》。對於本作角色的流行風設計，伊東稱其係爲「开拓年轻市场所做的合理尝试」，並認爲玩家可能意見兩極。媒體對這一設計持不同觀點：德克尔稱讚此畫風充滿活力，彰顯角色個性；Jiang則批評其花哨俏麗，與中世紀背景格格不入，且多角色同場時效果不協調。遊戲音樂受到媒體歡迎。麦肯齐評論稱，本作原創曲目和舊作曲目都很讓人激動，電吉他則更爲戰鬥緊張氣氛增色；德克尔和新手小烏賊则对重新聆聽全部曲目的機能感到滿意。

### 销量
《火焰之纹章 Engage》首周在日本售出14.5万份实体版游戏，登顶当周日本实体游戏销量榜单。遊戲首周亦登上英國實體銷量榜單首位。截至2023年2月12日，遊戲實體版在日本售出19.3萬套。同年5月，任天堂指遊戲已售出161萬份，其中日本國內銷量為43萬份，海外銷量則是118萬份。